# 수소
수소(水素, 영어: Hydrogen 하이드러전[*])는 주기율표의 가장 첫 번째(1족 1주기) 화학 원소로, 원소 기호는 H(←라틴어: Hydrogenium 히드로게니움[*]), 원자 번호는 1이다. 표준 원자량은 1.008로, 질량 기준으로 우주의 75%를 구성하는 우주에서 가장 흔한 원소이기도 하다. 순물질은 실온에서 기체상태의 H2로 존재하며, 1족 원소 중에서 유일한 비금속 원소이다. 동위원소로는 중수소(2H)와 삼중수소(3H)가 일반적으로 알려져 있으나 질량수 7까지의 수소 동위원소가 보고되었다. 양성자이다.
수소(水素)라는 이름의 어원은 ‘물을 만들다’의 독일어 Wasserstoff에서 유래하였다. 영어로도 Hydrogen은 라틴어의 Hydro(물)와 비금속 원소의 접미사 -gen(만들다)이 합쳐진 뜻을 가지고 있다. 프랑스어 hydrogène 역시 앙투안 라부아지에가 1783년에 '물을 생성한다'의 의미로 명명하였다.

## 화학적 성질

### 족의 분류
수소는 현재 주기율표에서 가장 바깥쪽 껍질에 전자를 하나 가진 리튬 위에 배열한다. 하지만 수소는 사실상 알칼리 금속들이 위치해있는 1족 원소치고는 화학적 성질이 할로젠 원소들과 여러면에서 더 비슷하기 때문에, IUPAC에서는 수소를 17족으로 옮겨야 한다고 주장하기도 한다.

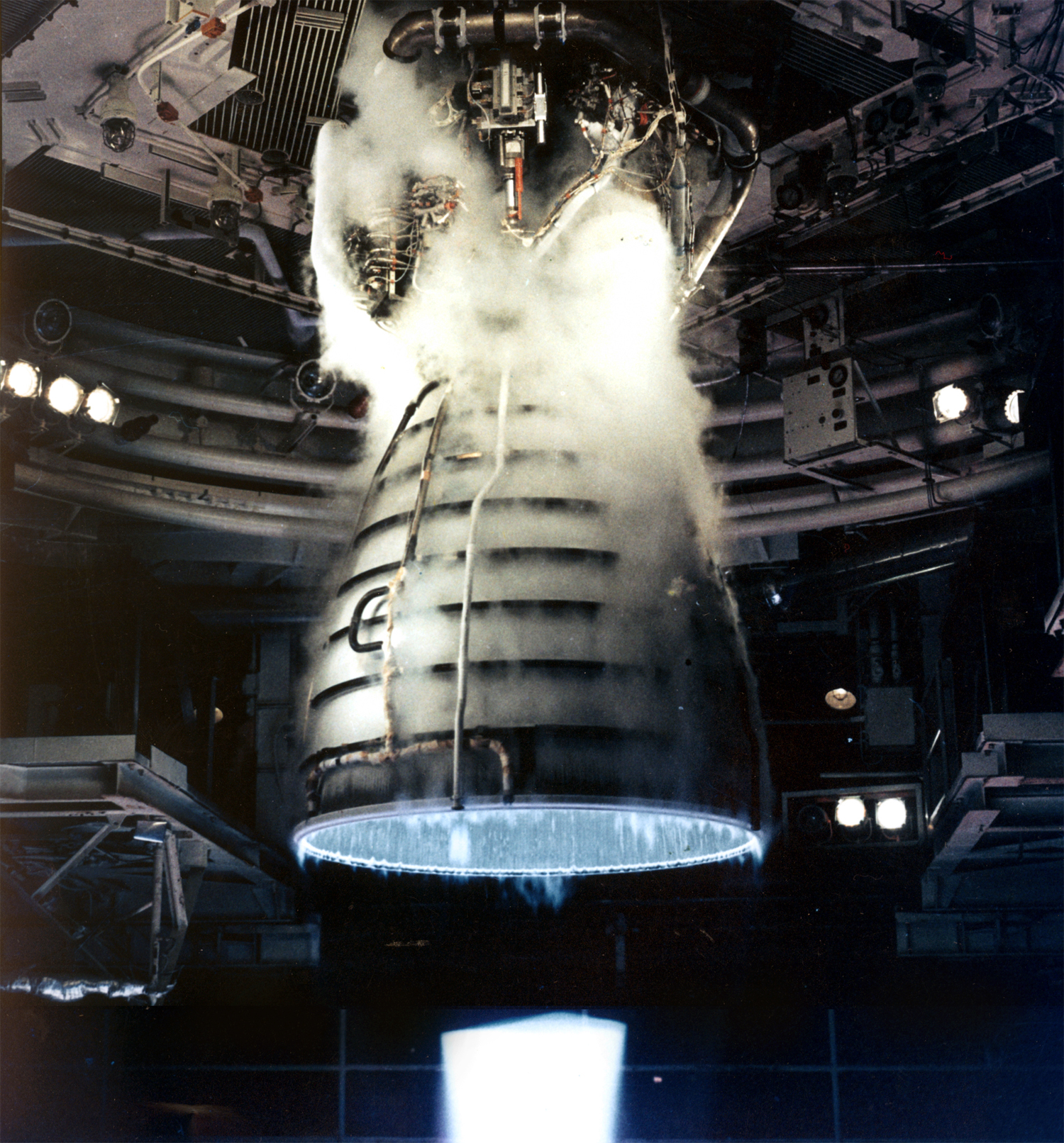
우주 왕복선의 주 엔진은 수소와 산소를 이용하여 연소한다. 특히, 추진력이 최대일 때, 거의 보이지 않는 불꽃을 낸다.

### 연소
급격히 불에 타는 과민성 연료이다. 수소가 연소할 때에는 폭발음과 함께 무색의 불꽃을 내며 타는데, 이때 수소와 산소가 반응하여 물 분자가 형성된다.
2 H
2(g) + O
2(g) → 2 H
2O(l) (572 kJ/2 mol = 286 kJ/mol = 141.865 MJ/kg)
따라서 연소열은 −286 kJ/mol이다.
수소 기체는 공기 중에서는 4~74%의 농도, 염소 화합물에는 5~95%의 농도일 때 강한 폭발성을 띤다. 혼합물은 자연스레 불꽃, 열 또는 태양광에 의해 폭발하며, 자연발화 온도는 대략 500° C이다. 순수한 수소-산소 불꽃은 자외선과 맨눈으로는 거의 볼 수 없는 매우 밝은 빛을 방출한다. 때문에 수소 가스의 누출을 감지하기 위해서는 불꽃 감지기가 필요하다.
또한 수소는 공기보다 가볍기 때문에 비행선을 띄우는 데 적합한 재료로 사용되었지만, 1937년 연료 탱크에서 누출된 수소 가스가 폭발하여 발생한 힌덴부르크 참사 이후로 현재 많은 나라에서 풍선이나 비행선에 수소를 채우는 것을 법적으로 금지하고 있다.
사건 당시 힌덴부르크 호에 탑승했던 승객중 3분의 2는 화재로부터 목숨을 건졌지만, 나머지는 비행선에서 추락하거나 연료가 점화되어 사망했다.

### 산으로서의 작용
단일 수소 원자가 전자 하나를 버리고 양이온(양성자)의 형태로 존재하면 금속을 부식시키는 등 산성 용액의 특징을 나타내는 주요한 원인이 되기도 하며, 상온에서 염소나 플루오린과 반응하여 염화 수소나 플루오린화 수소 등의 부식성 기체를 형성한다.

## 동위원소
수소에는 세 개의 자연에서 발견되는 동위원소(1H, 2H, 3H)가 있다. 다른 매우 불안정한 동위원소들은 실험실에서 합성된 적이 있으나(4H,5H,6H,7H),자연에서는 발견되지 않는다.
1H는 자연에서 발견되는 수소 중 99.98%를 차지하는 가장 흔한 동위원소로 원자핵이 양성자 단 하나로 이루어져 있어 경수소라는 형식적 이름을 가지나 이 이름은 잘 사용되지 않는다. 중수소와 구분하기 위해 Protium이라는 이름으로 불리기도 한다.
2H는 다른 안정한 동위원소로 중수소라고 불리며, 원자핵이 양성자 하나와 중성자 하나로 이루어져 있다. 모든 중수소는 대폭발 때 생겨나 지금까지 남아 있는 것으로 여겨진다. 중수소는 방사성을 띠지 않으며 독성 위험도 크지 않다. 중수소와 그 화합물은 화학 실험에서 방사능을 띠지 않는 표지나 1H-NMR 분광법의 용매로 사용되며, 상업적 핵융합의 잠재적 연료이다.
특히 중수소가 많이 포함된 물을 중수라고 부르며, 중성자 감속재나 원자로 용매로 사용된다.
3H는 삼중수소라고 불리며, 원자핵이 양성자 하나와 중성자 두 개로 이루어져 있다. 삼중수소는 방사성을 띠어 12.32년의 반감기를 갖는 베타 붕괴를 통해 3He로 붕괴된다. 적은 양의 삼중수소가 우주선과 대기의 상호작용으로 생겨나 자연에 존재한다. 삼중수소는 핵무기 실험에서 방출되기도 한다. 삼중수소는 핵융합 반응에 사용되거나 동위원소 지구화학에서 추적자로 사용된다.
수소는 각 동위원소의 다른 이름이 흔히 사용되는 유일한 원소이다. D와 T라는 표기가 2H와 3H 대신 중수소와 삼중수소를 나타내는 데 사용한다. 여전히 2H, 3H를 권장하지만 IUPAC도 D와 T를 인정하고 있다 방사능의 초기 연구에서 많은 방사성 동위원소가 이름 지어졌으나 수소 이외에는 더 이상 사용하지 않는다.

## 역사

### 발견과 사용
16세기의 연금술사 파라켈수스는 금속이 산에 녹을 때 어떤 기체가 발생한다는 사실을 발견했으나, 그 기체에 대해 더 깊이 있는 탐구를 하지는 않았다. 그 당시에는 수소가 일산화탄소와 같은 다른 가연성 기체와 혼동되었으나, 1766년 헨리 캐번디시는 수소가 다른 가연성 기체와 다르다는 것을 증명한다. 1776년 월타이어는 수소가 연소할 때 물을 만든다는 것을 발견하고, 몇 년 후 앙투안 라부아지에는 이 기체를 수소라고 명명하였다.
수소 기체는 파라셀수스가 금속과 강산을 섞어 처음 만들었다. 그는 이 화학 반응으로 만들어지는 가연성 기체가 새로운 화학 원소임을 알지 못했다. 1671년, 로버트 보일이 수소 기체가 발생하는 반응인 철가루와 묽은 산 용액 간의 반응을 재발견하고 기술하였다.
수소 기체를 개별적인 물질로 처음 인식한 것은 헨리 캐번디시였다. 그는 1766년 금속-산 반응에서 나오는 기체를 “인화성 공기”로 확인했고,1781년에는 그 기체를 연소시키면 물이 생김을 발견했다. 헨리 캐번디시는 보통 수소의 발견자로 인정받는다. 그 뒤 1783년에 앙투안 라부아지에가 피에르시몽 라플라스와 함께 수소가 연소되면 물이 생긴다는 캐번디시의 발견을 재현한 뒤 원소에 수소라는 이름을 붙였다.
수소는 제임스 듀어에 의해 재생식 냉각법과 그의 발명품인 진공 보온병을 이용해 1898년 처음 액화되었다. 그는 그 다음 해에 고체 수소도 만들었다.
중수소는 해럴드 유리가 1931년 12월에 발견했고, 삼중수소는 어니스트 러더퍼드, 마크 올리펀트, 파울 하르텍이 1934년 만들었다. 물 분자에서 보통 수소의 자리가 중수소로 대체된 중수는 1932년 헤롤드 유리의 그룹이 발견하였다. 에드워드 다니엘 클라크는 1819년에 수소 기체 취관을 발명했다. 1823년에는 되베라이너 등과 석회광이 발명되었다.
수소 충전 풍선은 자크 알렉상드르 세사르 샤를이 1783년에 처음 발명하였다. 앙리 지파르가 수소를 이용해 뜨는 비행선을 1852년에 발명하면서 수소가 항공 교통 수단이 공중에 뜨는 수단을 제공하기 시작했다. 그 뒤 독일의 페르디난트 폰 체펠린 백작이 수소를 충전하여 공중에 뜨는 경식 비행선의 아이디어를 발전시켰다. 이 비행선은 나중에 체펠린 비행선으로 불리게 되었으며, 1900년에 처음 비행했고, 1910년에는 규칙적으로 비행하게 되었다. 1914년 8월에 제1차 세계 대전이 발발할 때까지 체펠린 비행선은 중대한 사고 없이 3만5천 명의 탑승객을 운반했다. 전쟁 도중에 수소로 뜨는 비행선들은 관찰대나 폭격기로 이용되었다.
첫 무착륙 대서양 횡단은 1919년 영국 비행선 R34가 이루었다. 정기적인 여객 서비스가 1920년대에 재개되었고 미국에서의 헬륨의 발견은 비행선에 더 큰 안전성을 보장했으나 미국 정부는 비행선에 사용할 목적으로 쓰이는 헬륨을 파는 것을 거부했다. 그래서 LZ 129 힌덴부르크에는 수소가 사용되었고 힌덴부르크는 1937년 5월 6일에 비행 도중의 화재로 파괴되었다. 이 사고는 라디오로 생방송되었다. 새어나온 수소에 불이 붙어 화재가 발생했다고 여겨졌으나, 수사 결과 알루미늄 섬유의 정전기 때문에 불이 났다고 밝혔다. 하지만 수소의 비행선에의 사용은 이 사건으로 막을 내렸다. 현재 비행선에는 거의 헬륨을 사용하고 있다.
니켈-수소 전지는 1977년 미 해군의 NTS-2에 처음 사용되었고, 국제 우주 정거장과 마스 오디세이, 마스 글로벌 서베이어 에도 장착되었다. 수소는 공기보다 가벼워 한때 풍선속 공기로 활용되었지만 위험성이 알려지며 지금은 헬륨으로 대체되고 있지만 수소가 싸다는 이유로 일부 상인은 불법으로 풍선에 수소를 넣고 있는데 이는 아직까지도 논란과 파문이 되고 있다.

### 양자 이론에서의 역할

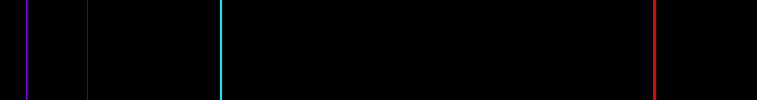
가시광선 영역에서의 수소 방출 스펙트럼 선을 나타낸 그림이다. 발머 계열에 속하는 네 개의 선을 볼 수 있다. 왼쪽부터 410 nm, 434 nm, 486 nm, 656 nm의 빛이 수소 방출 스펙트럼을 구성하고 있다.

양성자 하나와 전자 하나만으로 구성되는 비교적 간단한 원자 구조 때문에, 수소 원자와 수소 원자가 내는 스펙트럼은 원자 구조 이론의 발전에 중심이 되어 왔다. 게다가 그에 따르는 수소 분자와 그 양이온 H2+의 간단함은 화학 결합의 본질에 대해 더 완전히 이해할 수 있도록 해 주었다. 이 간단함으로 인해 수소 양이온과 수소 분자 양이온에 대해 슈뢰딩거 방정식의 완전해를 구할 수 있다.
뚜렷하게 관찰된 양자적 효과 중 하나는 양자역학 이론이 완전히 정립되기 반세기 이전에 이루어진 수소에 대한 맥스웰의 관찰이다. 맥스웰은 수소 분자의 비열용량이 상온에서는 이원자 분자의 비열용량 경향을 따르고 극저온으로 내려가면 단원자 분자의 비열용량 경향과 비슷해지는 설명할 수 없는 현상을 관찰했다. 양자역학에 따르면, 이 현상은 양자화된 회전 에너지 수준 사이의 차이가 수소의 낮은 질량 때문에 매우 커지기 때문이다. 이런 에너지 수준 간의 큰 차이가 낮은 온도에서 같은 양의 열 에너지가 회전 운동으로 바뀌는 것을 막는다. 한편 더 무거운 원자로 구성된 이원자 분자에서는 에너지 수준 간의 차이가 크지 않기 때문에 이런 효과가 나타나지 않는다.

## 생물학적 반응
H2는 혐기성 생물이 하는 물질 대사의 결과물로써 수소화효소라고 부르는 철 혹은 니켈이 포함된 효소의 촉매 반응을 하는 미생물이 생성하기도 한다. 이 효소는 H2와 그 구성 물질인 두 개의 양성자와 두 개의 전자 간에 이루어지는 역산화·환원 반응을 촉진시킨다. 기체 수소는 피루브산이 발효 과정에 관여하면서 생성된 같은 양의 물질이 전달 도중에 변형되어 발생한다.
물은 전기분해시 양성자와 전자, 산소 원자로 분리되며, 광합성을 하는 모든 생명체의 명반응 과정에서 일어난다. 이런 생물들 중에는 엽록체 내의 특별한 수소화 효소가 작용하여 양성자와 전자가 기체 수소로 환원되도록 진화한 개체도 있다. 대표적으로 클라미도모나스 레인하드티, 남조류가 있다. 산소가 존재하는 경우에도 효율적으로 H2를 합성하는 남조류의 수산화효소를 유전자적으로 변화시키기 위한 노력은 지금도 진행되고 있으며, 생물반응기 내의 유전자 조작 조류에 대한 연구도 진행되고 있다.

## 안전과 주의사항
수소는 공기와 혼합되었을 때 폭발과 함께 화재를 동반할 수 있다. 하지만, 수소는 원자번호 1번, 즉 공기보다 14배 가벼운 기체이기 때문에 공기중에 누출시에 매우 급속도로 확산되며, 점화 온도(약 500°C)가 높아 자연적 발화 자체가 극히 낮다. 액체 수소 (영하 253도 이하에서 액체화)는 극저온 유체로써 기체수소에 비해 부피기준 1/800 수준이기 때문에 약 10배 이상의 수소효율성이 예상된다. 액체상태의 수소를 직접 피부와 접촉하면 동상에 걸릴 수 있으나 일반인이 직접 접촉하게 되는 경우는 매우 드물다. 수소는 또한 금속재료에 흡수되어 수취화(Hydrogen Embrittlement , 水素脆化)하는 특성이 있기 때문에, 어딘가 수소가 누출되면 수소 취성이 일어나거나, 균열이 가거나, 심할 경우에는 폭발할 가능성도 있다. 외부 공기와 접촉하게 된 수소 기체는 산소 등이 존재할 경우 폭발할 수 있는데 이 때 일어난 화재의 경우 매우 뜨겁고, 거의 보이지도 않아 우연치 않게 화상을 입을 수도 있다.

## 용도
- 수소화를 통해 암모니아 등의 화합물을 합성할 수 있다.[44]
- 삼중수소는 금속 물질을 안정화시키는 물질로,비정형 실리콘과 비정형의 탄소의 깨진 ("dangling")결합의 안정화와 금속 적합성을 늘리는데 사용된다. 그리고 이것은 특정 경우에서 전자쌍을 주는 물질로서 다양한 산화 금속, (ZnO, SnO2, CdO, MgO, ZrO2, HfO2, La2O3, Y2O3, TiO2, SrTiO3, LaAlO3, SiO2, Al2O3, ZrSiO4, HfSiO4,SrZrO3)에게 전자쌍을 내어준다.[45]

- 전기공업, 유리공업에 사용된다.
- 로켓, 잠수함 추진제에 사용된다.
- 제철소, 철 구조물, 알루미늄 용접에 사용된다.
- 태양열 발전기에 사용된다.
- 수소연료자동차로도 사용된다.
- 광섬유, 조명공업에 사용된다.
- 수소연료전지에 사용된다.
- 항공기 부품검사에 사용한다.
- 핵무기에 사용된다.

## 같이 보기
- 중수소
- 삼중수소
- 그린 수소
- 천연수소
- 수소 결합
- 산성물질
- 수소 동위 원소
- 수소폭탄
- LZ 129 힌덴부르크
- 리튬-6